# Pilot (Comicmagazin)
Pilot – Neue Comics für Erwachsene war ein deutsches Comicmagazin, erschienen im Volksverlag als Lizenzausgabe von Pilote des französischen Verlages Dargaud. Pilot konzentrierte sich auf künstlerisch anspruchsvolle Comics und erotische Inhalte und versuchte, sich zwischen den im selben Verlag erscheinenden Comics von Schwermetall mit den Schwerpunkten Science-Fiction/Phantastik und den humoristischen, oft grotesk überzeichneten in U-Comix zu positionieren.
Von Pilot erschienen zunächst im Jahr 1981 zwölf Ausgaben, bevor es wegen Unrentabilität zunächst eingestellt wurde. Von September 1983 bis Oktober 1984 erschienen die Ausgaben 13 bis 26. Für die Wiederauflage wurde das Konzept nur leicht verändert, die künstlerischen Ambitionen etwas heruntergeschraubt und auch seichtere Kost gebracht: „Hauptsache es haut einen raus aus der Alltagslethargie und lässt sich verkaufen“, so Herausgeber Raymond Martin.
In Pilot wurden hauptsächlich Comics französischer und belgischer Autoren wie Enki Bilal, Gérard Lauzier, Philippe Druillet, Georges Pichard, Gotlib, Régis Franc aber auch internationaler Künstler wie Milo Manara oder Julio Ribera veröffentlicht.